# Wincenty Pinilla
Wincenty Pinilla O.A.R (ur. 5 kwietnia 1870 w Calatayud, zm. 26 lipca 1936 w Motril) – błogosławiony Kościoła katolickiego, ojciec zakonny zakonu augustianów rekolektów, spowiednik, męczennik.

## Życiorys
W wieku 15 lat wstąpił do nowicjatu augustianów w Monteagudo. 7 listopada 1886 złożył profesję zakonną na ręce późniejszego świętego Ezechiela Moreno.
19 sierpnia 1892 roku został przeniesiony na misje na  Filipinach, gdzie został wyświęcony na kapłana 23 września 1893 roku. Do wybuchu rewolucji był proboszczem w Santa Cruz i w Manilii. W 1898 został uwięziony i przetrzymywany przez dwa lata. Po uwolnieniu wrócił do Hiszpanii i w 1902 roku został wysłany do Brazylii.
Przez kolejne 25 lat prowadził tam działalność duszpasterską.
25 stycznia 1927 roku wrócił do Hiszpanii i przebywał we wspólnocie w Motril.
W czasie hiszpańskiej wojny domowej w pełni świadomy zagrożenia pozostał w Motril. W dniu śmierci został wyprowadzony przed kościół na którego plebanii się schronił i rozstrzelany wraz z ks. Emanuelem Martinem Sierrą.
Beatyfikowany przez papieża Jana Pawła II w grupie ośmiu męczenników z Motril, ofiar „z nienawiści do wiary”.